# 운니동 김승현 가옥
운니동 김승현 가옥(雲泥洞 金承鉉家屋)은 서울특별시 종로구 운니동에 있는 조선시대의 한옥이다. 1977년 3월 17일 서울특별시의 민속문화재 제19호로 지정되었다. 현 소유주는 김앤장 법률사무소의 대표 변호사 김영무이다. 김승현은 김영무의 부친이다.

## 개요
크게 안채, 사랑채, 행랑채 등으로 구성된 조선 후기 한옥이다.
안채와 사랑채는 대청으로 이어져 있어 특이한 평면을 보이고 있다. 마당 동쪽으로 안채와 사랑채가 있고 행랑채는 원래 안채 서쪽에 있었다고 하지만 지금 있는 건물은 북쪽에 새로 지은 것이다.
안채는 가운데 2칸 크기의 대청과 양쪽에 사랑채를 두었는데 동쪽에는 큰사랑 3칸을, 서쪽에는 작은사랑 2칸을 배치하였다. 부엌은 사랑방 바깥쪽에 덧달았고 사랑방과 대청 툇마루 난간을 건너 건넌방을 두었다. 행랑채는 앞면 10칸·옆면 1칸 크기로 부엌·대청·찬마루·건넌방 등으로 꾸몄다.
황회색벽은 옛 양식을 잘 보여주고 있으며 전체적으로 조선 후기 사대부 생활을 엿볼 수 있는 좋은 자료가 되고 있다.

## 참고 자료
- 운현궁
- 운니동김승현가 - 국가유산청 국가유산포털